# فرانك فيلس
فرانك فيلس (بالهولندية: Frank Wels)‏ (21 فبراير 1909 - 16 فبراير 1982) لاعب كرة قدم هولندي راحل كان يجيد اللعب في خط الهجوم.
لعب طوال مسيرته الرياضية في نادي جي دبليو أونيتاس.
مثل منتخب هولندا في 36 مباراة مسجلا 5 أهداف (1931-1938). شارك مع منتخب هولندا في بطولة كأس العالم 1934 في إيطاليا حيث خرج من الدور الثمن النهائي وفي بطولة كأس العالم 1938 في فرنسا حيث خرج من الدور الثمن النهائي أيضا.

## وصلات خارجية
- فرانك فيلس على موقع الاتحاد الدولي (مؤرشف)  (الإنجليزية)
- فرانك فيلس على موقع قاعدة بيانات كرة القدم.إي يو (الإنجليزية)
- فرانك فيلس على موقع ناشيونال فوتبول تيمز (الإنجليزية)
- فرانك فيلس على موقع Soccerway.com (الإنجليزية)
- فرانك فيلس على موقع عالم كرة القدم.نت (الإنجليزية)
- هذا سيرة ذاتية